# Ago di Vicat

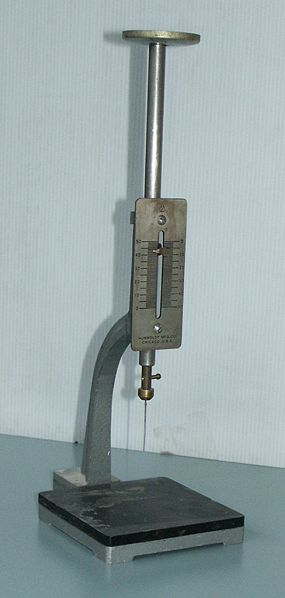
Ago di Vicat.

L'ago di Vicat (o apparecchio di Vicat  è un dispositivo ideato dall'ingegnere francese Louis Vicat, che serve a determinare il tempo di presa di calci idrauliche e di cementi normali o speciali. 

## Descrizione
L'ago di Vicat è costituito da un'asta scorrevole che porta all'estremità inferiore un ago di acciaio (detto "ago di Vicat") avente una sezione cilindrica trasversale di 1 mm2.
Un indice fissato all'asta permette di determinare i suoi spostamenti verticali.

## Esecuzione della prova
Per l'esecuzione della prova si prepara un impasto di acqua e cemento e lo si colloca in un contenitore troncoconico di ebanite o altro materiale plastico, appoggiato su una lastra di vetro.
Si porta l'ago a sfiorare la superficie superiore dell'impasto e lo si lascia scendere sotto il proprio peso.
Si definisce "inizio della presa" il momento in cui l'ago si arresta a 3 mm di distanza dalla lastra di vetro, mentre il "termine della presa" è il momento in cui l'ago non penetra più di 0,5 mm nella pasta.
La prova va eseguita in un ambiente mantenuto a temperatura di 20 ± 2 °C e con umidità relativa non inferiore al 75%.

## Altri utilizzi
L'apparecchio di Vicat viene utilizzato anche per determinare le proporzioni di acqua e cemento contenuti nella pasta normale.
In questo caso, al posto dell'ago si utilizza, in corrispondenza dell'estremità inferiore, un cilindretto metallico del diametro di 1 cm detto "sonda di Tetmajer".
Per l'esecuzione della prova si procede come nel caso precedente, portando la sonda a sfiorare la superficie superiore dell'impasto.
Si lascia cadere la sonda sotto il proprio peso e se questa si arresta a 6 mm dal fondo dell'anello allora la pasta è definita "pasta normale".